# Gostilna pri Kuklju
Gostilna pri Kuklju je tradicionalna gostilna v Velikih Laščah, ki je bila prvič omenjena leta 1778. 